# Sailly-au-Bois Military Cemetery
Sailly-au-Bois Military Cemetery is een Britse militaire begraafplaats met gesneuvelden uit de Eerste Wereldoorlog, gelegen in de Franse plaats Sailly-au-Bois (departement Pas-de-Calais). De begraafplaats werd ontworpen door Wilfred Von Berg en ligt aan de Rue aux Cailloux zo’n 470 m ten westen van het dorpscentrum (Église Saint-Jean-Baptiste). Het terrein ligt op een verhoogde berm en heeft een onregelmatig grondplan met een geschatte oppervlakte van ruim 2000 m². Twee zijden worden afgeboord met een bakstenen muur, een derde door een haag en aan de straatkant is ze niet begrensd. 
Het Cross of Sacrifice staat aan de straatzijde op een sokkel waarrond een trap met een twaalftal treden naar het terrein leidt. 
De begraafplaats wordt onderhouden door de Commonwealth War Graves Commission en telt 240 slachtoffers waaronder 211 Britten, 24 Nieuw-Zeelanders, 2 Zuid-Afrikanen, 1 Australiër, 1 Duitser en 1 niet geïdentificeerde. 

## Geschiedenis
De begraafplaats werd in mei 1916 in een veld tegenover de schuilplaats van de burgemeester aangelegd. Ze werd tot maart 1917 door gevechtseenheden en veldhulpposten gebruikt toen de geallieerde linie vooruitgeschoven was, en opnieuw van april tot augustus 1918, toen het front dichterbij kwam. 

## Graven
- H.J. Moore, soldaat bij het Royal Warwickshire Regiment was 17 jaar toen hij sneuvelde op 9 februari 1917.

### Onderscheiden militairen
- Edwin James Green, kanonnier bij de Royal Field Artillery en G. Robson, soldaat bij het West Yorkshire Regiment (Prince of Wales's Own) werden onderscheiden met de Military Medal (MM).